# Kadencia

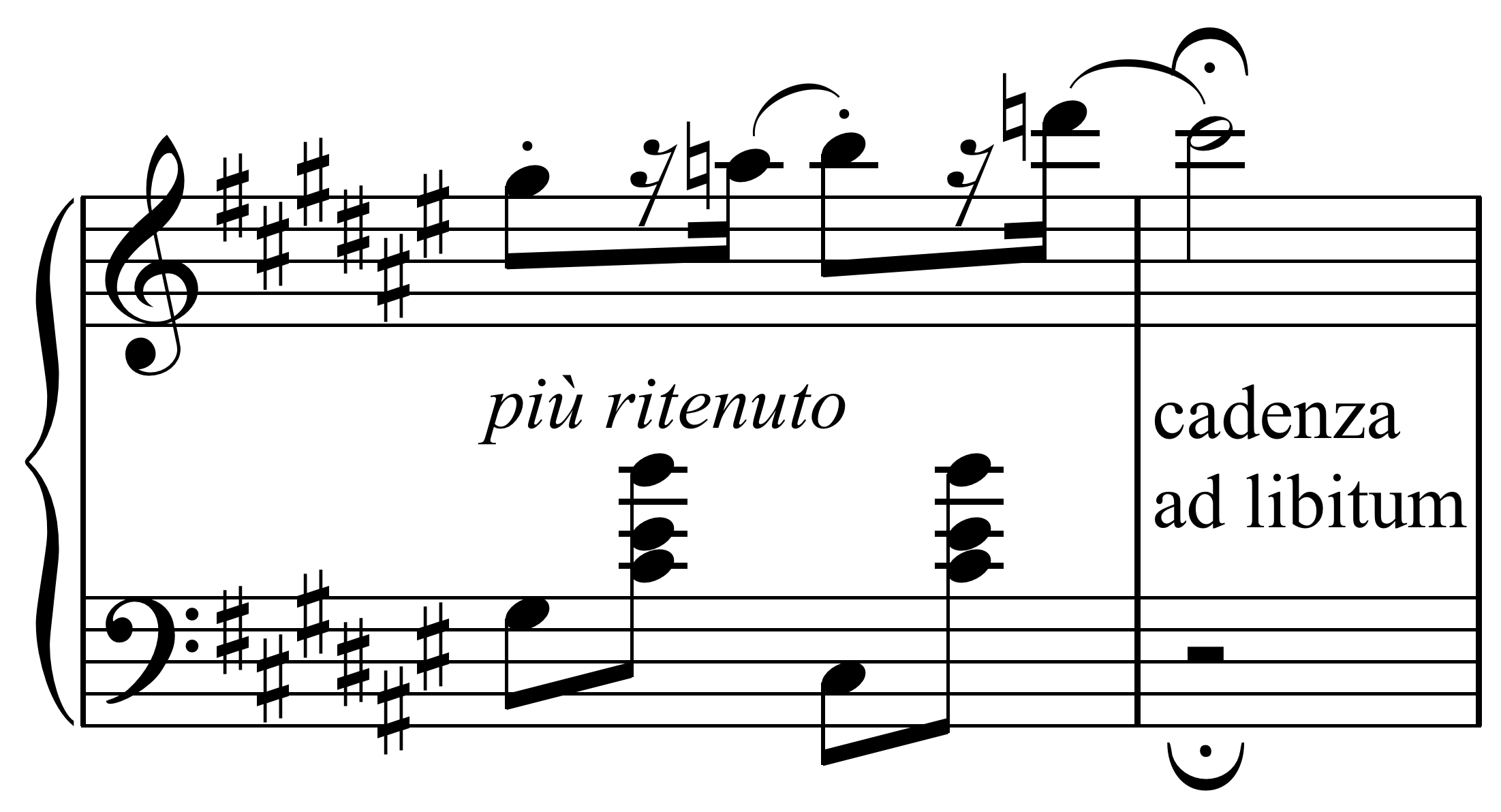
Példa a kadenciára Liszt: 2. Magyar rapszódiájából

A kadencia 1.) zenei periódusok specifikus befejezése, zárlat, záradék. Az eredeti olasz cadenza kifejezés esést jelent, mely az adott zenei szakasz végén a záróhangok esésére utal. Ennek megfelelően eredetileg a hangok konkrét esését jelenti, majd a klasszikától kezdve a formaelemzésben mindinkább magát a zárlatot értik kadencia alatt. Áriák, versenyművek, hangszeres szólódarabok részeként is előfordul; a vezető szólam virtuóz, kötetlen, eredetileg improvizált szólója. Az áriákban rendszerint koloratúra díszíti.
2.) A kadencia más, bár előbbivel rokon értelemben, jellemzően a klasszikától kezdve, jellegzetes virtuóz átvezetést is jelent. A magyar zenei szaknyelvben ez utóbbira az eredeti olasz cadenza kifejezést is használják, kottai jele például a sorok fölé írt cadenza ad libitum (azaz tetszés szerinti befejezés) lehet, de gyakran nem jelölik. Ez az átvezetés például versenyművekben olyan szakasz, melyben a zenekar szünetet tart, hogy a szólóhangszeres kötetlen, parafrazeáló része következhessen.

## Története
A kadencia a lezártság, teljesség iránti igény kifejeződése a zenében, így többé-kevésbé tudatos formában régóta a része a hangszeres és énekes zenének is. Tapasztalat, hogy egy zenei gondolat bizonyos végződéssel befejezettebbnek tűnik. Ezt például egy alaphangra való visszatéréssel valósítják meg, mely a tonális zenében megfogalmazva az első fokon, azaz tonikán való befejezést jelenti. A zenetörténet különböző korszakaiban más-más akkordmenetet, vagy dallamformulát alkalmaztak a tonika lezáró jellegének előkészítésére illetve megerősítésére.
A középkor gregorián éneke is alkalmaz egyfajta zárlatot sorzáró zenei elemként. Általában II.–I. , VII.–I., VII.–II.–I., dallamfordulatokkal, azaz a tonika feletti (szupertonika) fokról tonikára, illetve vezetőhangról egyenesen, vagy szupertonikán át tonikára lépéssel valósították meg. Líd hangfajú darabokban a félhanglépés elkerülésére a záró szekund helyett kistercet alkalmaztak.
Maga a kadencia, mint zeneelméleti kifejezés is a 16. századból származik, így első tudatos használata és szerkezeti jelentőségének felismerése is erre az időszakra tehető. Zarlino elsődlegesen többszólamú, másodlagosan dallami záróformulaként említi. Rameau megfogalmazásában a kadencia záró harmóniafordulat jellegzetes disszonanciával.
A jellemzően improvizatív kadencia alkalmazására már a barokkban is van példa, da capo aria-formában a főrész visszatérése előtt található, egyfajta előkészítésként. Azonban a korszakra jellemző fúga és más polifonikus szerkezetű formák jellegükből adódóan még nem igénylik a kadenciát, mint könnyen észlelhető lezárást, így ennek a fejlődése inkább a klasszikára tehető. A kadencia barokk előzményének tekinthető a mű végét jelző, azt harmonikusan lezáró kódaszakasz.
Versenyművekben elsőként a klasszicista zenében jelentkezik. Ilyenkor a szólóhangszeres kadenciájának be kell mutatnia az elhangzott tétel legfontosabb témáit és részeit, s azt gazdagon díszítve, virtuóz módon, kíséret nélkül kell feldolgoznia. Versenyművekben kadencia a neve a virtuóz módon felékesített zárlatnak is. Ugyancsak a versenyművek szokásos rendje, hogy a zenekar fortissimo kvartszextakkordba torkollik, amelyet a cezúra választ el magától a kadenciától.
A romantikában a kadencia alkalmazásának klasszikus szabályait, azaz például hogy a tétel, vagy frázis végén legyen, és az elhangzott tétel anyagát használja fel, már nem tartották kizárólgosnak. Például Csajkovszkij I., b-moll zongoraversenye rögtön kadenciaszerű zenei motívummal kezdődik.
Híres kadenciát írt Beethoven az egyik Mozart-versenyműhöz (d-moll zongoraverseny), emellett Joachim Józsefnek Brahms hegedűversenyéhez írt kadenciája is jó példa.

## Típusai
A klasszikus kor jellegzetes műformáinak (mint például a stilizált táncdarabokból alakult menüett triósforma, vagy az adott témát többféleképpen kidolgozó variációs forma, stb.) elméleti értelmezéséhez és formai-szerkezeti elemzéséhez a zárlatok egyes fajtáinak megnevezésére, definiálására volt szükség.
A kadencia szerkezeti szerepe és megvalósítása szerint többféle lehet, melyek közül az alábbi alapvető típusokat érdemes megemlíteni:
- Autentikus (teljes) kadencia (egészzáradék): az adott hangnem dominánsáról tonikájára lépéssel végződő, valódi befejezettség érzetét keltő zárlat. A klasszika fontos záróformulája. Gyakran tonika–domináns–tonika (azaz I.–V.–I.) funkciósorral valósul meg, de gyakori még a tonika–szubdomináns–domináns–tonika (I.–IV.–V.–I.) sor is. Tételek, illetve a teljes zenemű végén általában autentikus kadencia áll, de gyakran alkalmazzák az expozícióban a témák elválasztására is. A teljes kadencia a klasszikus kortól kezdve olykor gazdagon kidolgozott, hosszabb szakasz, mely ellentmondást nem tűrően mutatja a mű befejezését. Erre egy példa Beethoven V. szimfóniája zárótételének befejezése. A többszólamú zenében a teljes kadencia lezártságának különféle tökéletességi fokai lehetnek annak megfelelően, hogy a záróakkord különféle szólamokban alaphelyzetben áll-e.[m 1] Ha a zárófordulat két utolsó harmóniája alaphelyzetű és a legfelső szólam is alaphelyzetű akkorddal zár, az felel meg a teljes kadencia legnagyobb tökéletességű megvalósításának, egyben ez kelti a legteljesebb lezártság érzetét. Kevésbé tökéletes a lezárás, ha a basszus záróakkordja alaphelyzetű, de a felső szólamé nem az. Még kevésbé tökéletes, ha a záróakkordot megelőző akkordok nem alaphelyzetűek, illetve ha a basszus nem alaphelyzetű akkorddal zár.[1]
- Plagális kadencia: az autentikus kadenciához hasonló, de a tonika előtt szubdomináns funkció szerepel. Gyakori megvalósítása a tonika–szubdomináns–tonika (I.–IV.–I.).
- Félzárlat (félzáradék): tonikától eltérő fokon végződő funkciósor, mely befejezetlenséget sugall, így átvezetésekben van szerepe, gyakran témák, vagy témán belüli kisebb zenei gondolatok lezárása. A lezárás tökéletessége (azaz hogy alaphelyzetűek-e a zárófordulat akkordjai) ennél a kadenciatípusnál jóval kisebb szerepet játszik, mint a teljes kadenciánál, hiszen ez nem is tonikán zár.[1]
- Álzárlat: egy autentikus kadenciához hasonlóan előkészített, de az I. foktól eltérő (legtöbbször VI. fokon) végződő, feszültséget keltő befejezés. Gyakran zenei átvezetések végén, a következő téma előkészítéseként áll.[3][4]

## Népzenei kadenciarend
Kadenciarenden azt értjük, hogy a sorokra osztható népzenei strófa sorvégi záróhangjai milyen fokokon szerepelnek egymás után. Egyes népzenekutatói gyakorlatokban, így a magyarban is, a kadenciarend a népzenei osztályozás egyik szempontja. Ennek az az oka, hogy a kadenciarend a zene egész dallamvonalát megszabja, a dallamsorok a befejező kadenciájuk előkészítéseként foghatók fel.
A magyar népzenekutatásban hagyományosan a Magyar Népzene Tárában alkalmazott szempont- és jelölésrendszert alkalmazzák, miszerint a sorvégi hangok fokát a strófavégi záróhanghoz, a tonikához kell mérni.